# Qu'est-ce que les Lumières ?
 (septembre 2021).
Si vous disposez d'ouvrages ou d'articles de référence ou si vous connaissez des sites web de qualité traitant du thème abordé ici, merci de compléter l'article en donnant les références utiles à sa vérifiabilité et en les liant à la section « Notes et références ».
Was ist Aufklärung ? (en français : Qu'est-ce que les Lumières ?) est un essai du philosophe Emmanuel Kant datant de 1784. Son titre complet est Réponse à la question : qu'est ce que l'Aufklärung ? (Beantwortung der Frage : Was ist Aufklärung?).

## Présentation générale

### Contenu
Qu'est-ce que les Lumières est un manifeste de l'Aufklärung, c'est-à-dire des Lumières. Kant demande comment l'homme peut accéder, par lui-même, à la lumière de la raison, c'est-à-dire sortir de la nuit des préjugés. La réponse réside dans le recours à la pensée libre.
Kant écrit ce texte en expliquant combien il est bénéfique à l'Homme de penser par lui-même, sans préjugés. Pour ce faire, il reprend ainsi la maxime, empruntée au poète Horace, « Sapere aude ! » (Aie le courage de savoir ! / Ose savoir !).
Cette maxime est commune à la métaphysique dogmatique wolffienne, objet de la critique kantienne, et à Kant lui-même parce qu'elle est l'expression d'une volonté de raison qui caractérise toute philosophie comme telle. Le dogmatisme métaphysique est l'illusion d'une raison qui présume de ses propres forces, illusion rationaliste qui est philosophique, tandis que l'extravagance (Schwärmerei) et le mysticisme sont une renonciation à la raison qui met en cause la liberté : en effet, si nous n'écoutions pas notre raison, que croirions-nous ? Et, sous prétexte d'institution ou de génie, ne risquerions-nous pas de nous assujettir à la loi d'un autre, quand obéir à la raison est obéir à la loi qu'on s'est prescrite ?

### Aufklärungou Lumières?
Le substantif féminin Aufklärung formé sur le verbe composé aufklären signifie littéralement « éclaircissement », à partir de l'adjectif klar : « clair ». Comme le fait remarquer Olivier Juilliard, les dénominations de l'Aufklärung en Allemagne et des Lumières en France sont à resituer dans leurs contextes historiques respectifs. L'Aufklärung est « trop souvent identifiée sommairement à “l'âge des Lumières” », alors que la notion « se laisse mal délimiter et plus mal encore définir » : en effet, l'Allemagne du XVIIIe siècle diffère beaucoup de l'Angleterre et de la France sur le plan spéculatif.

## Résumé

### «Le courage de savoir»

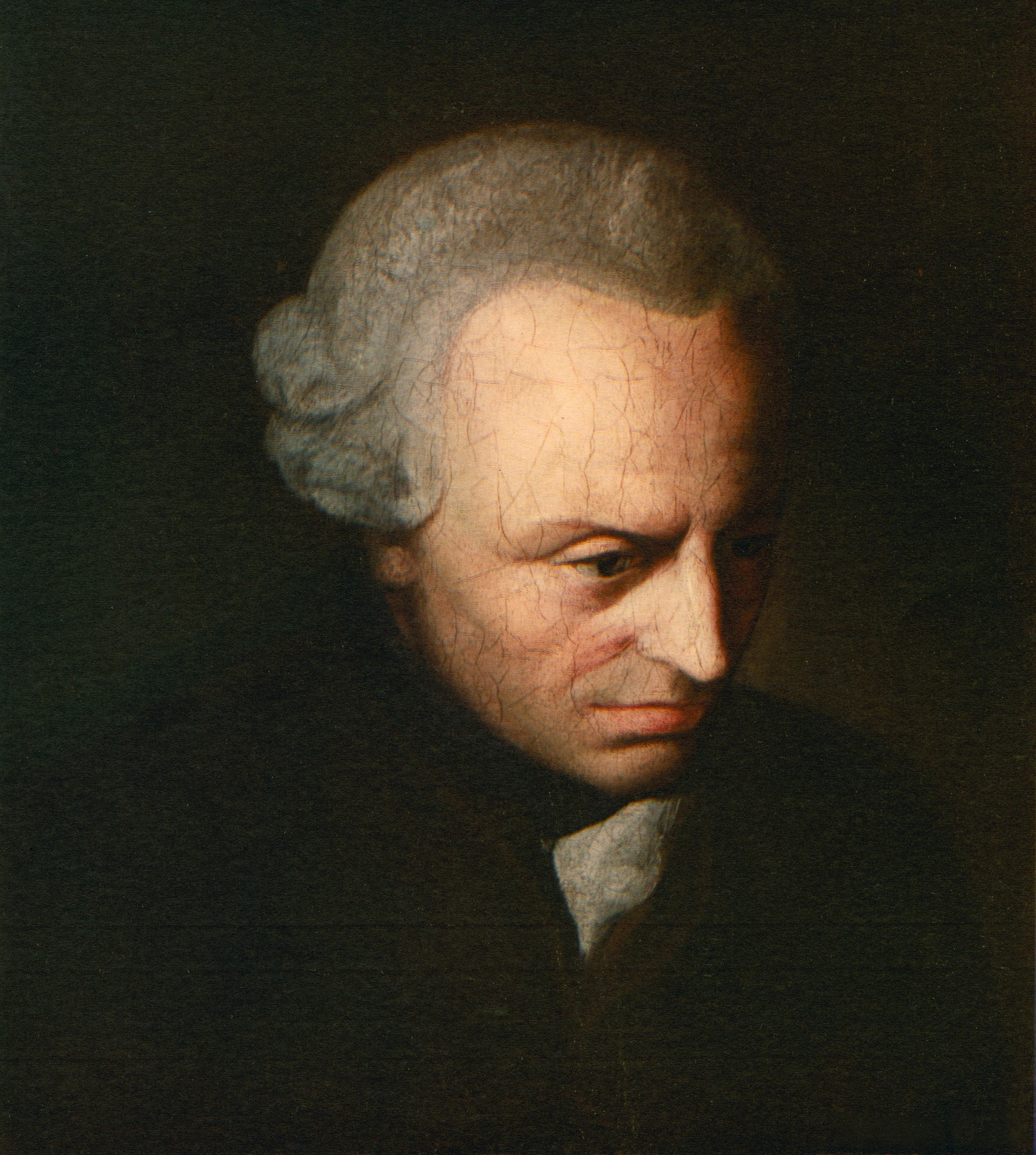
Immanuel Kant

Kant met en exergue la nécessité, pour chaque homme, d'avoir le courage de savoir. Ce courage, qui est une résolution, permet « la sortie de l'homme hors de l'état de tutelle dont il est lui-même responsable ». Le philosophe écrit ainsi :
«  L'Aufklärung permet à l'homme de sortir (Ausgang) de l'immaturité dont il est lui-même responsable. L'immaturité est l'incapacité d'employer son entendement sans être guidé par autrui. Cette immaturité lui est imputable non pas si le manque d'entendement mais si le manque de résolution et de courage d'y avoir recours sans la conduite d'un autre en est la cause. Sapere aude ! Aie le courage de te servir de ton propre entendement ! voilà donc la devise de l'Aufklärung. »

### Minorité et majorité
Kant poursuit sa réflexion grâce au jeu d'opposition entre minorité (Unmündigkeit (de))  la majorité (Mündigkeit (de)). Devenir majeur est pour lui le but à atteindre d'une raison « éclairée », car être majeur signifie raisonner par soi-même. Kant se montre sévère envers tous ceux qui, pour la plupart, suivent leurs « tuteurs » autoproclamés, se laissent guider et ainsi se dispensent de penser.
Les « adultes mineurs » se complaisent dans cet état parce qu'ils sont « lâches » et « paresseux » ou parce qu'ils n'osent plus prendre leurs propres décisions à la suite d'une mauvaise expérience. Cet état de minorité devient alors une seconde nature, on n'ose plus faire usage de son « propre entendement », d'où « Sapere aude ! » (« Aie le courage de savoir ! / Ose savoir ! »). Il est indispensable selon lui de vivre sa propre expérience et de subir des échecs, tel un enfant qui apprend à marcher et qui trébuche et tombe au début, afin d'apprendre à les éviter et d'atteindre la majorité. La seule façon d'apprendre à un homme à penser, selon lui, est de le laisser tenter lui-même.

### Les femmes et la pensée
Si Kant estime que "la grande majorité" des hommes ont peur de sortir de leur minorité intellectuelle, les femmes, (darunter das ganze schöne Geschlecht, le beau sexe tout entier), sont exclues dans leur intégralité du passage à la majorité intellectuelle.
Cette vue est congruente avec les opinions générales d'Immanuel Kant envers les femmes. Leur nature passive et faible fait de l'idée d'une femme intellectuelle quelque chose de "comique" pour le philosophe de Königsberg : "Une femme intellectuelle est si peu une femme qu'elle pourrait avoir une barbe.". Cette vue est soutenue par l'idée qu'une femme intellectuelle détruirait par là ses vertus et mérites morales féminines.

### Pression sociale à ne pas penser
Kant n'évacue pas la question de la pression sociale. Elle est puissante en ce qu'elle tord les hommes qui cherchent à penser par eux-mêmes à se soumettre au groupe d'adultes mineurs. Cela est préjudiciable, car dans tout groupe, « il y aura toujours [...] quelques hommes qui pensent par eux-mêmes et qui, après s'être personnellement débarrassé du joug de la minorité, répandront autour d'eux un état d'esprit où la valeur de chaque homme et sa vocation à penser par soi-même seront estimées ». Le public, incapable de parvenir aux lumières, cherche souvent à « force[r] ces derniers à y rester eux-mêmes ».
Il est difficile de se défaire de réformer les pensées. On ne change pas une manière de penser comme on change la forme d'un État. Ainsi, même si « une révolution entraînera peut-être le rejet du despotisme personnel et de l'oppression cupide et autoritaire », il n'y aura jamais « une véritable réforme de la manière de penser ».

### Usage public et usage privé de la raison
Le philosophe distingue deux usages de la raison et de la parole, qui sont l'usage public et l'usage privé. Lorsque le prêtre parle à ses ouailles, il fait un usage privé de sa parole : il est tenu d'obéir, il est restreint dans sa liberté, car il représente une organisation. Toutefois, il peut faire un usage public de sa raison et écrire des ouvrages savants pour les partager au monde ; dans ce cas, il devra être parfaitement libre de penser.

### La liberté d'expression et de publication
Kant admet ensuite qu'il est difficile de sortir de la minorité à l'échelle individuelle. Mais il est possible d'atteindre « l'âge de majorité » grâce à l'usage public du raisonnement. Afin d'assurer cela, la liberté d’expression devient une condition fondamentale. Mais l'effet de celle-ci reste limité si les idées exprimées n'atteignent pas le plus grand nombre. Elle ne devient efficace que si elle est combinée à la liberté de publication afin de couvrir un terrain plus large.

### Politique et liberté de pensée
Aucun obstacle ne doit exister à la libre pensée. Un groupe doctrinaire n'a pas le droit d'imposer à une génération suivante d'obéir à des dogmes ; chaque génération doit remettre en question, interroger, ce qui lui a été légué. Kant monte en généralité pour penser l'interdiction de penser au niveau politique : ce qu'« un peuple n'a pas le droit de décider pour lui-même, un monarque a encore moins le droit de le décider pour un peuple; car son autorité législative repose justement sur le fait qu'il réunit toute la volonté du peuple dans la sienne ». Le prince se dévalorise lorsqu'il s'immisce dans la régulation de ce qui est autorisé et interdit d'écrire : Caesar non supra grammaticos.
Vivons-nous dans une époque éclairée ? Non, répond le philosophe ; mais nous vivons certainement dans une époque où les lumières se propagent. Les hommes commencent à se servir de leur propre entendement. L'époque est celle des lumières. Les meilleurs princes sont ceux qui, comme Frédéric II, ne trouvent pas indignes de « considérer comme un devoir de ne rien prescrire aux hommes en matière de religion ». Ils refusent d'être tolérant, car la tolérance est un « attribut hautain ». L'expérience menée par Frédéric II montre que, dans un régime de liberté, « il n'y a rien à craindre pour la paix publique ou pour l'unité de la communauté ».
L'extension des lumières au gouvernement le conduit, conclut Kant, à traiter l'homme en être raisonné, lui qui « dès lors est plus qu'une simple machine, conformément à sa dignité ».

## Postérité
Qu'est-ce que les Lumières est l'un des ouvrages les plus célèbres d'Emmanuel Kant. Son exorde est resté célèbre.